# CROSS OVER
『CROSS OVER』（クロスオーバー）は、瀬尾公治による日本の漫画作品。『週刊少年マガジン』にて2002年25号から2003年40号まで連載された。

## 概要
瀬尾公治にとって初の『週刊少年マガジン』連載作品。舞台のモデルは東北地方。
『涼風』以降の作品と異なり、スポーツ主体の内容となっている。また、次作と世界観が唯一共通していない。

## あらすじ
進路を名門で知られる藤ノ原学院を志願していた主人公緒方ナツキは、途中で対戦相手校の一つ聖マリアンヌ高校のマネージャー橘水希と知り合う。
ちょうどその日、聖マリアンヌ高校は緒方が進学希望していた藤ノ原学院との卒業試合があった。試合内で相手校の聖マリアンヌ高校はもちろん、体罰を加えたり負ければ部員全員退部等、藤ノ原学院の選手たちにも厳しく当たる藤ノ原学院監督紀藤の横暴に、緒方は藤ノ原学院への進学を断り、相手校の聖マリアンヌ高校へ志願先変更を決意する。

## 登場人物
メンバー一覧表中、選手名太字がキャプテン。

### 聖マリアンヌ高校
| 選手名                 | ポジション           | 背番号 |
| ---------------------- | -------------------- | ------ |
| 緒方ナツキ             | スモールフォワード   | 6      |
| 片山英二               | ポイントガード       | 7      |
| 難波和司               | シューティングガード | 8      |
| 梅田眞                 | シューティングガード | 9      |
| 東出幸一               | ポイントガード       | 4      |
| 中嶋聡志               | パワーフォワード     | 5      |
| クリストファー・ナイト | センター             | 10     |

緒方ナツキ（おがた　なつき）
本作の主人公。
橘水希（たちばな　みずき）
聖マリアンヌ高校バスケットボール部マネージャー。
片山英二（かたやま　えいじ）
ドレッドヘアがトレードマークのバスケットボール部の一年生部員。元鳳呈高校出身。髪は元々はストレートのロン毛だったが監督がクリストファーを退部させたこと、更に自身の髪を追求されたことに反抗しドレッドヘアに変更する。
梅田眞（うめだ　まこと）
東出幸一（ひがしで　こういち）
中嶋聡志（なかじま　さとし）
クリストファー・ナイト
通称クリス。元鳳呈高校出身。203cmの長身を持つが、練習中に彼に憧れる少年ケインとの出会う。彼とのバスケットボールの練習中、ケインを庇うも、両脚に怪我を負わせてしまう。憧れの少年に怪我をさせたことがトラウマになり、以後その長身を生かした空中プレイを行えなくなり、程なくして監督より退部を勧告される。後に聖マリアンヌ高校に転校する。鳳呈高校戦に応援に来たケイン、そして緒方の説得によりセンターに就く。

### 藤ノ原学院
| 選手名     | ポジション           | 背番号 |
| ---------- | -------------------- | ------ |
| 吉川恭一   | ポイントガード       | 4      |
| 奥山兼二郎 | センター             | 5      |
| 木村       | パワーフォワード     | 6      |
| 新井       | シューティングガード | 7      |
| 前田隼人   | スウィングマン       | 10     |

吉川恭一（よしかわ　きょういち）
奥山兼二郎（おくやま　けんじろう）
前田隼人（まえだ　はやと）
木村（きむら）
新井（あらい）
紀藤（きとう）
藤ノ原学院バスケットボール部監督。

### 笹谷北高校
| 選手名 | 背番号 |
| ------ | ------ |
| 橋本   | 10     |
| 橋本   | 11     |
| 宮崎   | 12     |

### 鳳呈高校
| 選手名   | ポジション     | 背番号 |
| -------- | -------------- | ------ |
| 宮永龍哉 | ポイントガード | 4      |
| 財間充   | センター       | 5      |

宮永龍哉（みやなが　たつや）
財間充（ざいま　みつる）

## 書誌情報
瀬尾公治『CROSS OVER』講談社〈講談社コミックス〉、全7巻
1. 2002年10月17日発行（同日発売）、ISBN 978-4-06-363159-3
2. 2002年11月15日発行（同日発売）、ISBN 978-4-06-363197-5
3. 2003年1月17日発行（同日発売）、ISBN 978-4-06-363197-5
4. 2003年3月17日発行（同日発売）、ISBN 978-4-06-363220-0
5. 2003年5月16日発行（同日発売）、ISBN 978-4-06-363275-0
6. 2003年8月12日発行（同日発売）、ISBN 978-4-06-363237-8
7. 2003年10月17日発行（同日発売）、ISBN 978-4-06-363301-6